# Mark Frygell

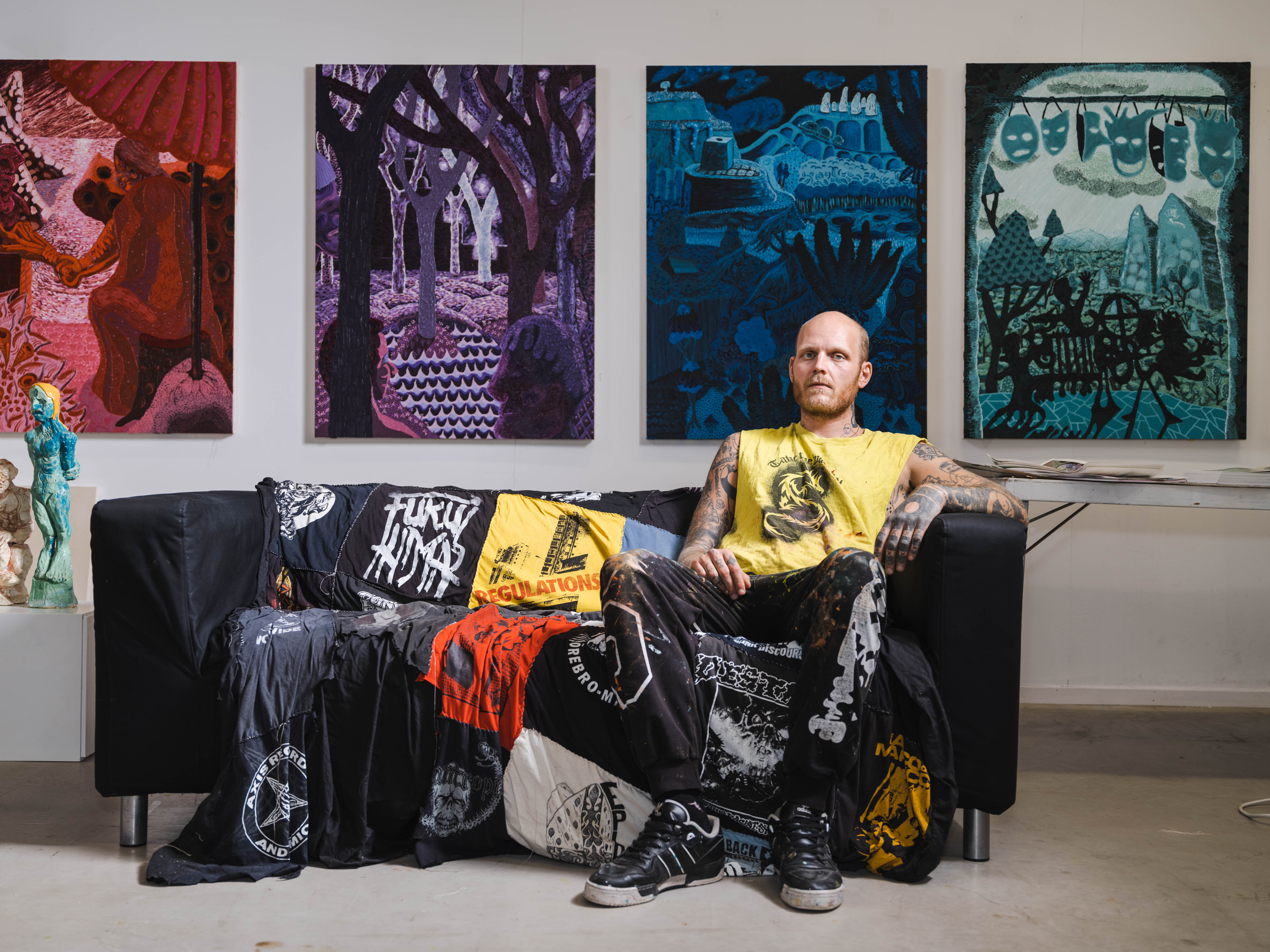
Mark Frygell i sin ateljé 2021. Foto av Jean-Baptiste Engblad Béranger

Mark Frygell, född 1 juni 1985 i Umeå, är en svensk konstnär, tatuerare och musiker. 

## Biografi
Frygell har en bakgrund som tatuerare och sökte till konstskola för att utveckla sitt tecknande, väl där väcktes hans intresse för konsten. Han utför fortfarande tatueringar på Deepwood Tattoo i tunnelbaneförorten Björkhagen. 
Han utbildades vid Umeå Konstskola 2007–2009, Umeå Konsthögskola 2009–2014, samt Akademie der bildenden Künste 2010–2011. Han är sedan 2015 bosatt i Stockholm och representerad av Galleri Andréhn-Schiptjenko där han hade sin första separatutställning 2019. Hans arbeten har visats i och utanför Sverige och han deltog i Modernautställningen 2018 på Moderna Museet.
Innan den konstnärliga utbildningen var han sångare i olika punkband baserade i Umeå bl.a. The Rats.

## Konstnärskap
Frygell blandar i sitt arbete ofta det höga med det låga och söker anknytningspunkter eller egenheter som han sedan använder sig av i sitt måleri genom samlande, sorterande och skisser. Exempel på inspirationer har angetts vara norrländskt landskapsmåleri, persiska miniatyrer, fantasy illustrationer, ungdomskultur från 90-talet, Italiens transavantgarde och tysk expressionism.